# Carlos María Rodríguez de Valcárcel
Carlos María Rodríguez de Valcárcel y Nebreda (Burgos, 19 de enero de 1914–Madrid, 18 de noviembre de 1961) fue un político español de ideología fascista. Ingeniero de profesión, durante la Dictadura franquista ocupó puestos relevantes, como jefe nacional del Sindicato Español Universitario (SEU) o gobernador civil de Cádiz.

## Biografía

### Inicios y primeros años
Nacido en Burgos en 1914, se afilió a Falange 1933. Falangista entusiasta, fue un temprano afiliado al Sindicato Español Universitario (SEU), de cuyo consejo nacional formó parte por designación de José Antonio Primo de Rivera. Tras el estallido de la Guerra civil se unió a las fuerzas sublevadas y llegó a combatir en el frente de Somosierra, alcanzando el rango de alférez provisional. También estuvo presente en la ofensiva republicana de Villareal, en el Frente Norte, durante la cual resultaría gravemente herido. Colaboró con el semanario falangista Azul, editado en Soria durante la primera mitad de 1937.
Tras la contienda se especializó como ingeniero aeronáutico. Contrajo matrimonio con Carola Ribed Nienland.

### Dictadura franquista
Entre octubre de 1941 y julio de 1942 asumió de forma accidental la jefatura del SEU, en sustitución de José Miguel Guitarte. El 15 de marzo de 1943 asumió definitivamente la jefatura nacional del SEU. La dependencia del SEU respecto al Frente de Juventudes supuso que Rodríguez de Valcárcel mantuviera tensas relaciones con José Antonio Elola-Olaso, delegado nacional de Juventudes. En esta época dirigió la revista Juventud, refundada en 1945. Cesó como jefe del SEU en 1946, siendo sustituido en 1947 por el «burócrata adaptable» José María del Moral Pérez de Zayas. Bajo su patrocinio surgió el llamado «Círculo Nosotros», pequeño grupo formado por falangistas «camisas viejas» que suspiraban por el establecimiento de una Falange pura. No obstante, este círculo dejó de funcionar en 1946.
En octubre de 1946 fue nombrado gobernador civil —y jefe provincial del «Movimiento»— de Cádiz, puesto desde el que tuvo que hacer frente a la explosión de un polvorín de la Armada en 1947 que afectó gravemente a la capital gaditana. Con objeto de reanimar a la decaída ciudad autorizó que se volviera a celebrar el hasta entonces prohibido Carnaval —aunque bajo la denominación de «Fiestas típicas gaditanas»—. Se mantuvo en el cargo hasta finales de 1951, siendo sustituido por Alfonso Cruz-Conde.
Posteriormente formaría parte del equipo del ministro Joaquín Ruiz-Giménez, ejerciendo como director general de Enseñanzas Técnicas.
En 1956 asumió la dirección del recién creado Instituto Español de Emigración (IEE), cargo que mantendría hasta su fallecimiento. En el desempeño de este puesto fundó la revista Carta de España, en 1960, órgano del IEE y publicación destinada a los españoles en el extranjero.
Falleció el 18 de noviembre de 1961.

## Distinciones
- Gran Cruz de la Orden de Isabel la Católica (1961)